# ラム・イット・ダウン
『ラム・イット・ダウン』 (RAM IT DOWN) は、イギリスのヘヴィメタルバンド、ジューダス・プリーストが1988年に発表した11枚目のオリジナルアルバム、およびそのアルバムの1曲目に収録されている楽曲のタイトルである。オリジナル盤はコロムビア・レコード、日本盤はソニー・ミュージックから発売された。
過去何度もデジタルリマスター盤が発売されているが、いずれもリマスター音源は2001年に初めて発売されたものを使用している。（ただし、2012年2月に日本でのみ2011年新規リマスター版（規格品番：SICP-3403）が発売されている。）

## 解説
- 前作『TURBO』で最先端のシンセサイズド・ギターを全面的に取り入れ、「モダンなヘヴィメタル」で新境地を切り開こうとしたが、保守的なファンが多かったため、「ジューダス・プリーストらしくない」として受け入れられなかった[2]。本作では、聞き手との距離を縮めることに重点が置かれることになった[3][4]。
- 歌詞については過去の作品に見られた難解な表現をなくし、極力ストレートな歌詞になっている[3][4]。『HEAVY METAL』、『I'M A ROCKER』、『MONSTERS OF ROCK』などのようにわかりやすい楽曲タイトルとなっており、主にバンドとファンとの間の絆について書かれている[3]。
- シンセサイザーは依然として大部分に取り入れられているが、前作よりもエッジを効かせた音作りをしており、非常に攻撃的な楽曲もある。『RAM IT DOWN』、『HARD AS IRON』がそれであり、ロブ・ハルフォードすらもスラッシュメタルだと言わしめたという[3]。このハードなサウンドは次作『PAINKILLER』への布石となる。
- 映画の挿入歌が欲しいという映画会社の依頼を受け、チャック・ベリーの『JOHNNY B. GOODE』をカバーした。アルバム収録曲で商業性に接近したのはこの曲のみである[3]。シングル化して発売されPVも製作された。
- バンドマネージャーのアイディアで、当初はストック・エイトキン・ウォーターマンによるプロデュースが行われる予定であった。1988年1月にパリでジューダス・プリーストとストック・エイトキン・ウォーターマンの会談が行われた際、ストック・エイトキン・ウォーターマンが持って来た楽曲をジューダス・プリーストは実験的にレコーディングした。しかし、ジューダス・プリーストの持つヘヴィメタルの概念からずれている楽曲ばかりだったため破談になった。結局、以前から共に仕事をしているトム・アロムの元でレコーディングが行われることになった[3]。
- 本作の製作・発表当時も依然としてジューダス・プリーストに対するPMRC及び世間の目は厳しかった。バンドのマネージメントをしているスタッフが「『RAM IT DOWN』という名前はセックスを連想させて女性軽視に思える」と進言するまで神経質になっていた。MTVも彼らの抗議を恐れて『JOHNNY B. GOODE』のPVを積極的に流そうとしなかった。また、ストレートな歌詞について、またもやファンから「ジューダス・プリーストらしくない」とされてしまう[2]。
- 本作リリース後、デイヴ・ホーランドは個人的理由により、1989年にバンドを脱退した。また、トムによるプロデュースも本作で最後になった。なお、偶然にも二人共『BRITISH STEEL』で初めてジューダス・プリーストのレコーディングに参加した。

## 収録曲
1. ラム・イット・ダウン　RAM IT DOWN
作詞・作曲・編曲：グレン・ティプトン、ロバート・ハルフォード、K. K. ダウニング
収録時間4分49秒
2. ヘヴィ・メタル　HEAVY METAL
作詞・作曲・編曲：グレン・ティプトン、ロバート・ハルフォード、K. K. ダウニング
収録時間5分58秒
3. ラヴ・ゾーン　LOVE ZONE
作詞・作曲・編曲：グレン・ティプトン、ロバート・ハルフォード、K. K. ダウニング
収録時間3分58秒
4. カム・アンド・ゲット・イット　COME AND GET IT
作詞・作曲・編曲：グレン・ティプトン、ロバート・ハルフォード、K. K. ダウニング
収録時間4分7秒
5. ハード・アズ・アイアン　HARD AS IRON
作詞・作曲・編曲：グレン・ティプトン、ロバート・ハルフォード、K. K. ダウニング
収録時間4分8秒
6. ブラッド・レッド・スカイズ　BLOOD RED SKIES
作詞・作曲・編曲：グレン・ティプトン、ロバート・ハルフォード、K. K. ダウニング
収録時間7分50秒
7. アイム・ア・ロッカー　I'M A ROCKER
作詞・作曲・編曲：グレン・ティプトン、ロバート・ハルフォード、K. K. ダウニング
収録時間3分58秒
8. ジョニー・B・グッド　JOHNNY B. GOODE
作詞・作曲：チャック・ベリー、編曲：グレン・ティプトン、ロバート・ハルフォード、K. K. ダウニング
収録時間4分39秒
9. ラヴ・ユー・トゥ・デス　LOVE YOU TO DEATH
作詞・作曲・編曲：グレン・ティプトン、ロバート・ハルフォード、K. K. ダウニング
収録時間4分36秒
10. モンスターズ・オブ・ロック　MONSTERS OF ROCK
作詞・作曲・編曲：グレン・ティプトン、ロバート・ハルフォード、K. K. ダウニング
収録時間5分31秒

LP盤は1～5曲目までがA面(SIDE ONE)、6～10曲目がB面(SIDE TWO)となっている。

### リマスター盤ボーナストラック（未発表音源）
2曲とも同じライヴで連続して演奏されたもの。
1. 夜が来たりて（ライヴ）　NIGHT COMES DOWN (LIVE)
作詞・作曲・編曲：グレン・ティプトン、ロバート・ハルフォード
収録時間4分33秒
2. ブラッドストーン（ライヴ）　BLOODSTONE (LIVE)
作詞・作曲・編曲：グレン・ティプトン、ロバート・ハルフォード、K. K. ダウニング
収録時間4分5秒

## クレジット
ジューダス・プリースト
- ロブ・ハルフォード：ボーカル
- グレン・ティプトン：リードギター
- K. K. ダウニング：リードギター
- イアン・ヒル：ベース
- デイヴ・ホーランド：ドラムス

スタッフ
- プロデュース - トム・アロム
- エンジニア - ヘンリック・ニルソン
- アレンジ & Co-プロデュース - グレン・ティプトン、ロブ・ハルフォード & K.K. ダウニング

スタジオ
- Recorded & Mixed - Puk Studios. Denmark
- Mastered - The Town House. London